# Serixia nigrolateralis
Serixia nigrolateralis là một loài bọ cánh cứng trong họ Cerambycidae.